# Вей (озеро)
Вей (фр. Lac Wey) — озеро в южном Чаде в департаменте Лак-Вей региона Западный Логон. Расположено к юго-западу от Мунду, второго по величине города страны.
На берегу деревни Гельку и Докапти. Через озеро протекает река Ку, впадающая в Логон. Озеро вытянуто с востока на запад, имеет длину около 3,4 км, ширину около 1,9 км, площадь водной поверхности около 3,9 км². Находится в климатической зоне саванны.